# International Federation of Liberal Youth
Die International Federation of Liberal Youth (deutsch: „Internationale Föderation der liberalen Jugend“), kurz IFLRY, ist ein Zusammenschluss liberaler Jugendorganisationen in aller Welt und gleichzeitig die Jugendorganisation der Liberalen Internationale (LI).
Neben den FDP-nahen Jungen Liberalen gehören der IFLRY im deutschsprachigen Raum auch die Jungfreisinnigen Schweiz und die JUNOS – Junge liberale NEOS an. Vorsitzender der Organisation ist seit 2022 der Niederländer Bram Roodhart (JOVD). Die Zentrale der IFLRY ist in Berlin ansässig.

## Geschichte
Die erste konstituierende Sitzung der damals noch International Federation of Liberal and Radical Youth genannten Organisation (daher die bis heute gebräuchliche Abkürzung IFLRY) fand 1979 im dänischen Silkeborg statt. Sie löste sowohl die World Federation of Liberal and Radical Youth (WFLRY) als auch die European Federation of Liberal and Radical Youth (EFLRY) als teilweise miteinander konkurrierende Organisationen ab und bündelte deren Kompetenzen.
Die WFLRY war bereits am 26. August 1946 in Cambridge, Großbritannien gegründet worden, brach aber 1978 zusammen, als die Dominanz der 1969 gegründeten europäischen jungliberalen Organisation EFLRY nicht mehr umzukehren war und ihre Mutterorganisation überflüssig machte.
Bis 2001 führte die Organisation als zusätzliches Adjektiv das Wort Radical, welches insbesondere im skandinavischen Raum bis heute (im Sinne von radikaldemokratisch) für liberale Parteien verwendet wird (vgl. etwa Radikale Venstre). Er wurde aber als nicht mehr zeitgemäß bewertet, was zu seiner Streichung führte. Die Abkürzung wurde aber aus historischen und praktikablen Gründen beibehalten.
Im Jahr 2006 zog der Verband von Brüssel nach London um; später weiter nach Berlin.
Unterlagen des Verbandes werden im Archiv des Liberalismus der Friedrich-Naumann-Stiftung für die Freiheit in Gummersbach (Nordrhein-Westfalen) aufbewahrt.

## Wirken
IFLRY veranstaltet regelmäßig überall in der Welt Kongresse, Seminare und Demonstrationen, um auf die Interessen und Vorschläge junger Liberaler für eine liberale Welt hinzuweisen und hat sich so trotz ihrer noch vergleichsweise jungen Geschichte zu einem starken Vertreter jung-liberaler Interessen entwickelt. Das Eigenverständnis liegt primär in der Schulung und Koordination der Mitgliederorganisationen und deren Mitgliedern weltweit in verschiedenen Themen und dem Versuch, das Humanistische Ideal von Freiheit, Demokratie und Menschenrechten mittels Bildungsprojekten global zu fördern. Daher auch das Motto „Globalising Freedom!“. Oftmals wird hierbei die Methode der „non-formal-education“ genutzt.

## Aufbau
Das höchste beschlussfassende Organ ist die Generalversammlung. Sie beschließt sowohl Änderungen an der ideologischen Grundlage der Organisation, dem Manifest als auch den Aktionsplan. Von der Generalversammlung ernannt wird das Exekutivkomitee, in das je ein Vertreter einer Mitgliedsorganisation entsandt wird.
Auf europäischer Ebene besteht ein Zusammenschluss liberaler Jugendorganisationen unter dem Namen LYMEC.

## Mitglieder
In den letzten Jahren ist IFLRY stetig gewachsen. Bis zur Jahrtausendwende hatte IFLRY Mitglieder auf allen Kontinenten und über 80 Voll- sowie beratende Mitgliedsorganisationen auf sämtlichen Kontinenten, 2005 waren es 90, inzwischen sind es nach eigenen Aussagen von IFLRY über 100 Organisationen die weltweit über 3 Millionen Jugendliche und Junge Erwachsene vertreten.

### Regionale Organisationen
| Organization                                         | Region |
| ---------------------------------------------------- | ------ |
| European Liberal Youth (LYMEC)                       | Europa |
| Council of Asian Liberals and Democrats (CALD Youth) | Asien  |
| Arab Youth Union for Freedom and Democracy (AYUFD)   | MENA   |
| Africa Liberal Youth (ALY)                           | Afrika |

### Nationale Organisationen

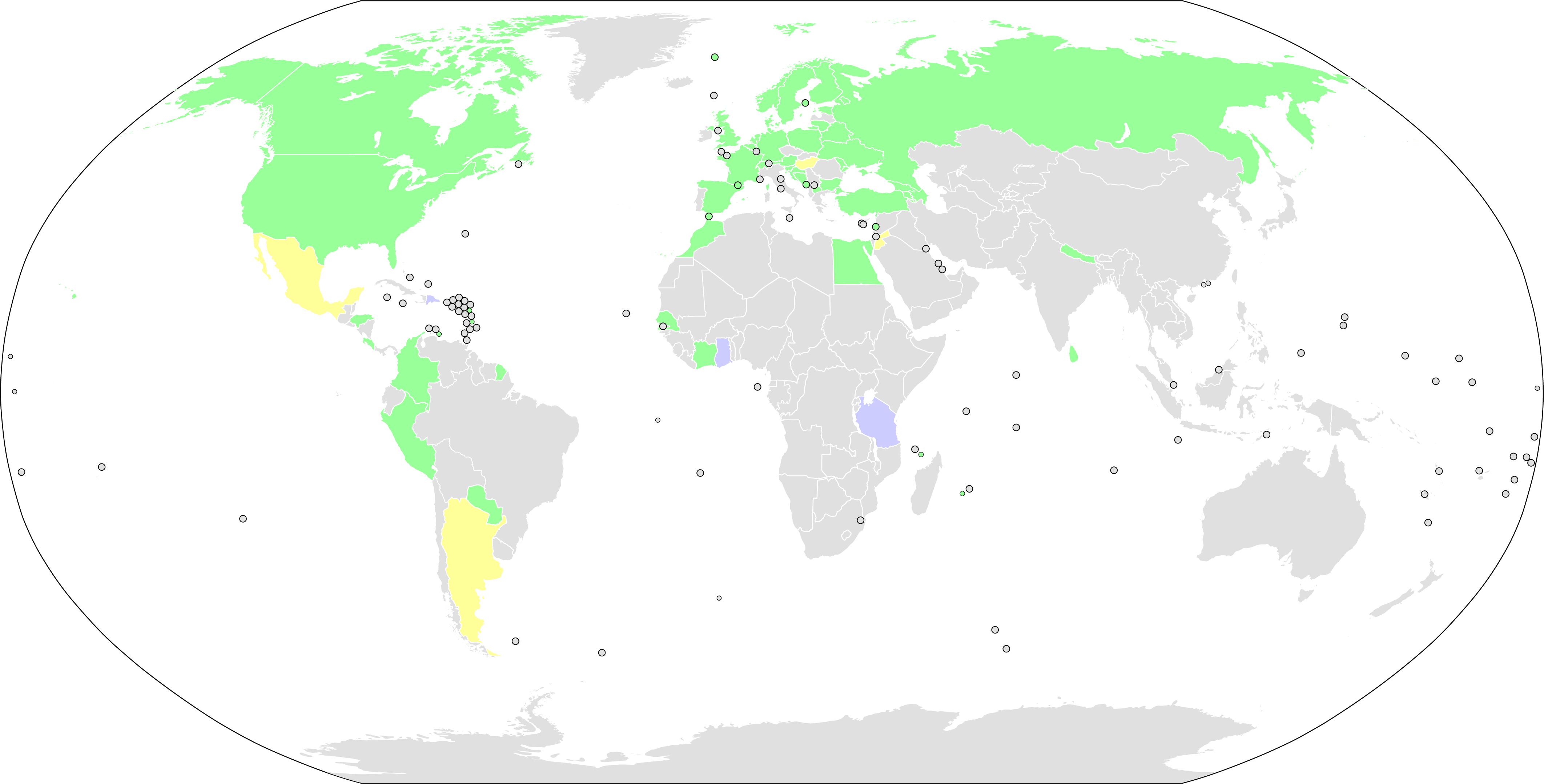
Karte der Mitglieder

#### Afrika
| Organization                              | Staat          | Status       |
| ----------------------------------------- | -------------- | ------------ |
| CUF Youth Wing (JUVICUF)                  | Tansania       | Beobachter   |
| Egyptian Centre for Public Policy Studies | Ägypten        | Vollmitglied |
| Free Egyptian Youth (FEP)                 | Ägypten        | Beobachter   |
| Jeunesse Haraki                           | Marokko        | Beobachter   |
| Rassemblement es Jeunes Republicains      | Elfenbeinküste | Vollmitglied |
| Young Independents of Ghana (YIG)         | Ghana          | Beobachter   |
| Progressive Youth Movement                | Ghana          | Kandidat     |
| Youth & Future Association (AJA)          | Marokko        | Vollmitglied |

#### Amerika
| Organization                           | Staat              | Status       |
| -------------------------------------- | ------------------ | ------------ |
| Alianza Joven                          | Mexiko             | Kandidat     |
| Juventud Liberal Radical Auténtica     | Paraguay           | Vollmitglied |
| Juventud Liberal de Honduras           | Honduras           | Vollmitglied |
| Juventud Libertaria                    | Costa Rica         | Vollmitglied |
| Instituto Politico para la Libertad    | Peru               | Vollmitglied |
| Unión Colombiana de Jóvenes Demócratas | Kolumbien          | Vollmitglied |
| Vente Joven                            | Venezuela          | Kandidat     |
| Young Democrats of America (YDA)       | Vereinigte Staaten | Vollmitglied |
| Young Liberals of Canada               | Kanada             | Vollmitglied |

#### Asien
| Organization                           | Staat         | Status       |
| -------------------------------------- | ------------- | ------------ |
| Youth Congress (ANC Youth)             | Armenien      | Vollmitglied |
| DALGA Youth Movement                   | Aserbaidschan | Vollmitglied |
| Free Thought Forum (FTF)               | Jordanien     | Kandidat     |
| Future Youth                           | Libanon       | Vollmitglied |
| Institute for Democracy and Leadership | Sri Lanka     | Vollmitglied |
| National Liberal Party Youth           | Libanon       | Vollmitglied |
| Youth Initiative                       | Nepal         | Vollmitglied |
| Young Republicans                      | Georgien      | Vollmitglied |

#### Europa
| Organization                                                           | Staat                   | Status                |
| ---------------------------------------------------------------------- | ----------------------- | --------------------- |
| 3H Movement                                                            | Türkei                  | Vollmitglied          |
| Centerpartiets ungdomsförbund (CUF)                                    | Schweden                | Vollmitglied          |
| Gramadyanski Forum                                                     | Belarus                 | Vollmitglied          |
| Молодёжный блок (Jugendblock)                                          | Belarus                 | Assoziiertes Mitglied |
| Mladi Hrvatske Narodne Stranke (CPPY)                                  | Kroatien                | Vollmitglied          |
| Eesti Keskerakonna Noortekogu (YAECP)                                  | Estland                 | Vollmitglied          |
| European Youth of Ukraine (EYU, EuroYouthUA)                           | Ukraine                 | Vollmitglied          |
| Suomen Keskustanuoret (FCY)                                            | Finnland                | Vollmitglied          |
| Gibraltar Liberal Youth (GLY)                                          | Gibraltar               | Vollmitglied          |
| Youth VLD (Jong VLD)                                                   | Belgien                 | Vollmitglied          |
| Istrian Democratic Youth                                               | Kroatien                | Vollmitglied          |
| Joventut Nacionalista de Catalunya (JNC)                               | Spanien (Katalonien)    | Vollmitglied          |
| JUNOS – Junge liberale NEOS                                            | Österreich              | Vollmitglied          |
| Liberal Democratic League of Ukraine (LDLU)                            | Ukraine                 | Vollmitglied          |
| Liberalno-Demokratska Mladina Macedonia (LiDeM)                        | Nordmazedonien          | Vollmitglied          |
| Young Liberals                                                         | Vereinigtes Königreich  | Vollmitglied          |
| Liberal Youth of Moldova                                               | Moldau                  | Vollmitglied          |
| Liberala ungdomsförbundet (LUF)                                        | Schweden                | Vollmitglied          |
| Lietuvos Liberalus Jaunimas (LLJ)                                      | Litauen                 | Vollmitglied          |
| Mladejko dvijeni za prav i svobodi (YMRF)                              | Bulgarien               | Vollmitglied          |
| Norges Liberale Studentforbund (NLSF)                                  | Norwegen                | Vollmitglied          |
| Nowoczesna Youth                                                       | Polen                   | Assoziiertes Mitglied |
| Projekt:Polska                                                         | Polen                   | Vollmitglied          |
| Tineretul Aliantei Liberalilor Si Democratilor (TLDE)                  | Rumänien                | Vollmitglied          |
| Radikal Ungdom (RU)                                                    | Dänemark                | Vollmitglied          |
| Svensk Ungdom (SU)                                                     | Finnland                | Vollmitglied          |
| Vesna                                                                  | Russland                | Assoziiertes Mitglied |
| Jonge Democraten (JD)                                                  | Niederlande             | Vollmitglied          |
| Mladi Liberalna Demokracija (MLD)                                      | Slowenien               | Vollmitglied          |
| Junge Liberale (JuLis)                                                 | Deutschland             | Vollmitglied          |
| Jungfreisinnige Schweiz (JFS / Jeunes Libéraux Radicaux Suisses, JLRS) | Schweiz                 | Vollmitglied          |
| Joventut Liberal d’Andorra (LDRS)                                      | Andorra                 | Vollmitglied          |
| Young Liberals of Montenegro                                           | Montenegro              | Vollmitglied          |
| Norges Unge Venstre (NUV)                                              | Norwegen                | Vollmitglied          |
| Jeunes Radicaux (JR)                                                   | Frankreich              | Vollmitglied          |
| Youth Forum of Nasha Stranka                                           | Bosnien und Herzegowina | Vollmitglied          |
| Venstres Ungdom (VU)                                                   | Dänemark                | Vollmitglied          |
| Jongeren Organisatie Vrijheid en Democratie (JOVD)                     | Niederlande             | Vollmitglied          |